# Nailsworth
Nailsworth é uma paróquia e cidade de Stroud, no condado de Gloucestershire, na Inglaterra. De acordo com o Censo de 2011, tinha 5794 habitantes. Tem uma área de 60,34 km².